# Pagurus gordonae
Pagurus gordonae is een tienpotigensoort uit de familie van de Paguridae. De wetenschappelijke naam van de soort is voor het eerst geldig gepubliceerd in 1956 door Forest.